# Wikipedia in inglese semplificato
Wikipedia in inglese semplificato (Simple English Wikipedia, abbreviata spesso in simple.wikipedia, simple.wiki o simple.wp) è l'edizione in lingua inglese semplificata dell'enciclopedia online Wikipedia.

## Storia e utilizzo
Tale edizione ebbe inizio il 18 settembre 2001 partendo dalla traduzione degli articoli presenti sulle altre edizioni di Wikipedia, in particolare da Wikipedia in inglese. Quando la Wikipedia in inglese semplificato ebbe inizio, la Wikipedia in inglese già aveva raggiunto 150 000 articoli, e sette altre versioni linguistiche avevano più di 15 000 articoli. Il 26 luglio 2006 raggiunge i 10 000 articoli.
Poiché gli articoli nella Wikipedia in inglese semplificato utilizzano un numero minore di parole e una grammatica più semplice della lingua inglese essa risulta più semplice da comprendere, rendendola così utilizzabile da bambini, studenti e da chi si accinge ad imparare l'inglese.

## Statistiche
La Wikipedia in inglese semplificato ha 266 208 voci, 872 111 pagine, 1 571 548 utenti registrati di cui 1 502 attivi e 20 amministratori; ha una "profondità" (depth) di 60.1 (al 21 marzo 2025).
È la 43ª Wikipedia per numero di voci ma, come "profondità", è la 28ª fra quelle con più di 100 000 voci (al 14 ottobre 2024).

## Cronologia
- 7 aprile 2004 – supera le 1 000 voci
- 26 luglio 2006 – supera le 10 000 voci
- 6 gennaio 2009 – supera le 50 000 voci ed è la 38ª Wikipedia per numero di voci
- 29 maggio 2013 – supera le 100 000 voci ed è la 47ª Wikipedia per numero di voci
- 3 ottobre 2019 – supera le 150 000 voci ed è la 52ª Wikipedia per numero di voci
- 16 dicembre 2021 – supera le 200 000 voci ed è la 50ª Wikipedia per numero di voci